# Matán I
Matán I gobernó Tiro desde 829 a. C. hasta 821 a. C., sucediendo a Baal-Eser II (Balbazer II) de Tiro y Sidón.
Fue el padre de Pigmalión, rey de Tiro (831-785 a.  C.), y de Dido. Puede ser la misma persona que el personaje de Belus II de la Eneida de Virgilio. En esta obra, Pigmalión es hijo de Belus, y hermano de corazón cruel de Dido, que mata en secreto a Siqueo, marido de Dido, por ansia de oro.
La información primaria relativa a Matán I proviene de una cita de Flavio Josefo del historiador Menandro de Éfeso, en Contra Apión i.18. Aquí se dice que, Badezorus (Baal-Eser II) “fue sucedido por Matgenus (Matán I), su hijo: vivió treinta y dos años, y reinó nueve años: le sucedió Pigmalión.” 
Las fechas dadas aquí concuerdan con el trabajo de Frank Cross y otros especialistas, que toman el año 825 a.  C. como la fecha en la que Dido huyó de su hermano, Pigmalión, después de lo cual, fundó la ciudad de Cartago en 814 a.  C.. 